# Observatoire du Cerro Paranal
L'Observatoire du Cerro Paranal est un observatoire astronomique professionnel situé sur le Cerro Paranal, dans le désert d'Atacama, au nord du Chili, à une altitude de 2 635 mètres. Il permet l'étude des astres dans les longueurs d'onde allant de l'ultraviolet à l'infrarouge.
C'est un projet européen de l'observatoire européen austral (European Southern Observatory ou ESO). À l'observatoire du Cerro Paranal, il y a quatre télescopes principaux de 8,2 mètres, qui, avec les quatre télescopes auxiliaires de 1,8 m (les « AT »), constituent le Very Large Telescope (VLT). Il s'y trouve de plus un télescope de 4 m (VISTA) et un de 2,5 m (le VLT Survey Telescope).

## Télescopes

### Very Large Telescope
Le Very Large Telescope (VLT) est un ensemble de quatre télescopes principaux de type Ritchey-Chrétien composé chacun d'un miroir primaire de 8,2 m de diamètre. Les miroirs ont un diamètre physique de 8,2 m mais, en pratique, la pupille des télescopes est définie par leur miroir secondaire, ce qui limite leur diamètre effectif à 8,0 m. Le VLT fonctionne dans la gamme du spectre électromagnétique de la lumière visible et celui de l'infrarouge. Le VLT dispose également de quatre télescopes auxiliaires réservés à des mesures interférométriques.

### VISTA
Le télescope VISTA dispose d'un miroir primaire de 4,2 m de diamètre. Ce télescope est installé à proximité du VLT. Il est surtout utilisé pour faire des relevés photométriques en infrarouge.

### VLT Survey Telescope
Le VLT Survey Telescope (VST) est composé d'un miroir primaire de 2,6 m de diamètre. Il est un complément du VLT pour certaines recherches scientifiques.

### Next-Generation Transit Survey
Le Next-Generation Transit Survey (NGTS) est une installation de recherche d'exoplanètes située à quelques kilomètres du pic principal. Elle est constituée d'un réseau de douze télescopes robotisés de 20 cm d'ouverture ayant un très large champ de vue de 96 degrés carrés, soit plusieurs centaines de fois la surface de la pleine lune. Le relevé vise à découvrir de nombreuses Super-Terres et planètes de la taille de Neptune autour d'étoiles proches, utilisant la méthode des transits. Le NGTS est géré par un partenariat de sept institutions académiques du Chili, d'Allemagne, de Suisse et du Royaume-Uni et sa conception est basée sur le projet SuperWASP. Les observations scientifiques ont démarré début 2015.

### SPECULOOS Southern Observatory (SSO)

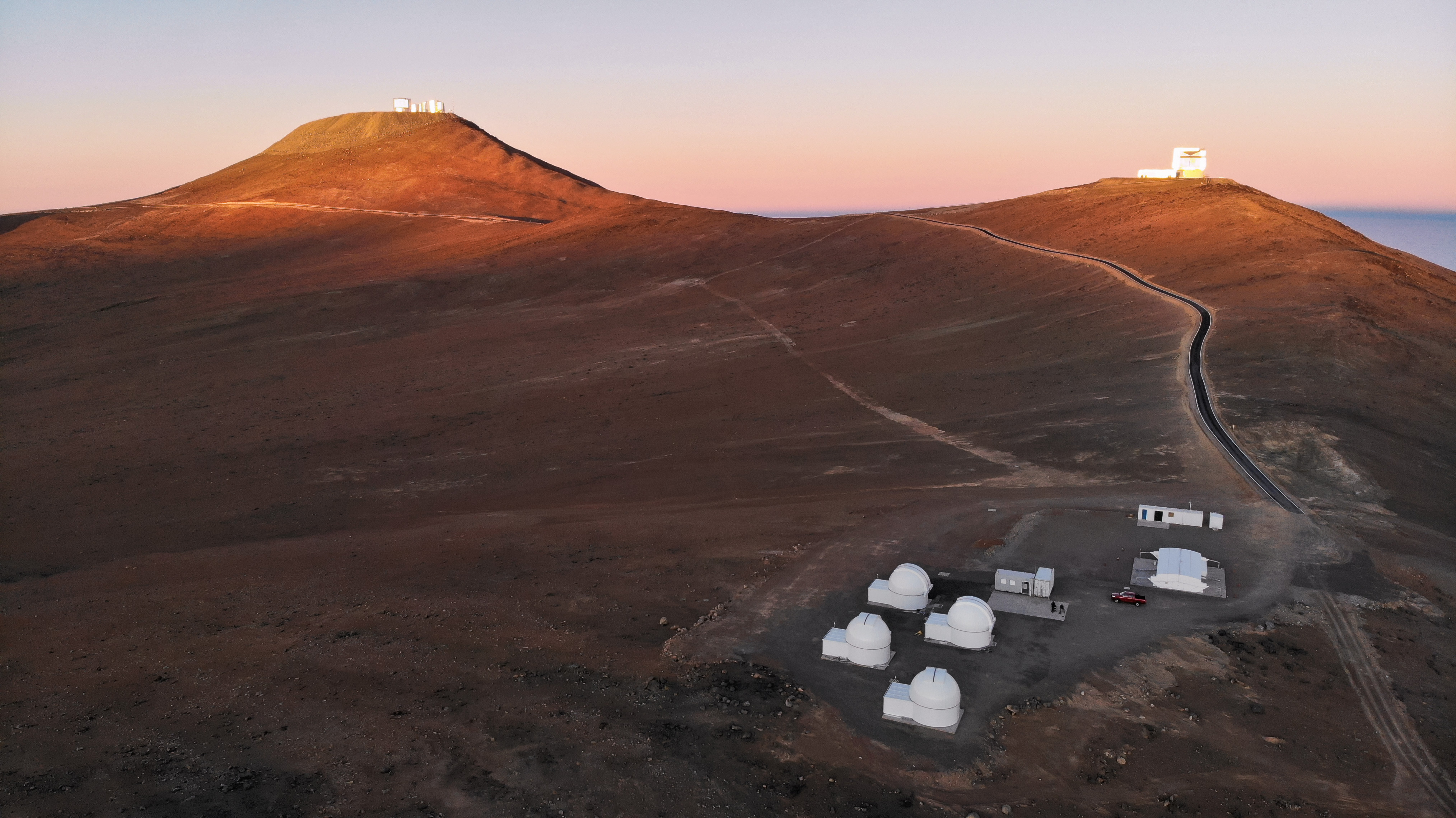
Les quatre dômes des télescopes SPECULOOS à côté du NGTS. En arrière-plan le télescope VISTA (à droite) et le sommet du Paranal.

Le SPECULOOS Southern Observatory (SSO) est constitué de quatre télescopes d'un mètre d'ouverture, appelés respectivement Europa, Io, Callisto et Ganymede. L'ESO héberge les télescopes et le projet est piloté par l'université de Liège. L'objectif du projet est de découvrir des exoplanètes autour d'étoiles naines ultra-froides et de naines brunes. Le projet s'appuie sur le succès du télescope TRAPPIST. Les télescopes sont situés à proximité du NGTS.

## Photos

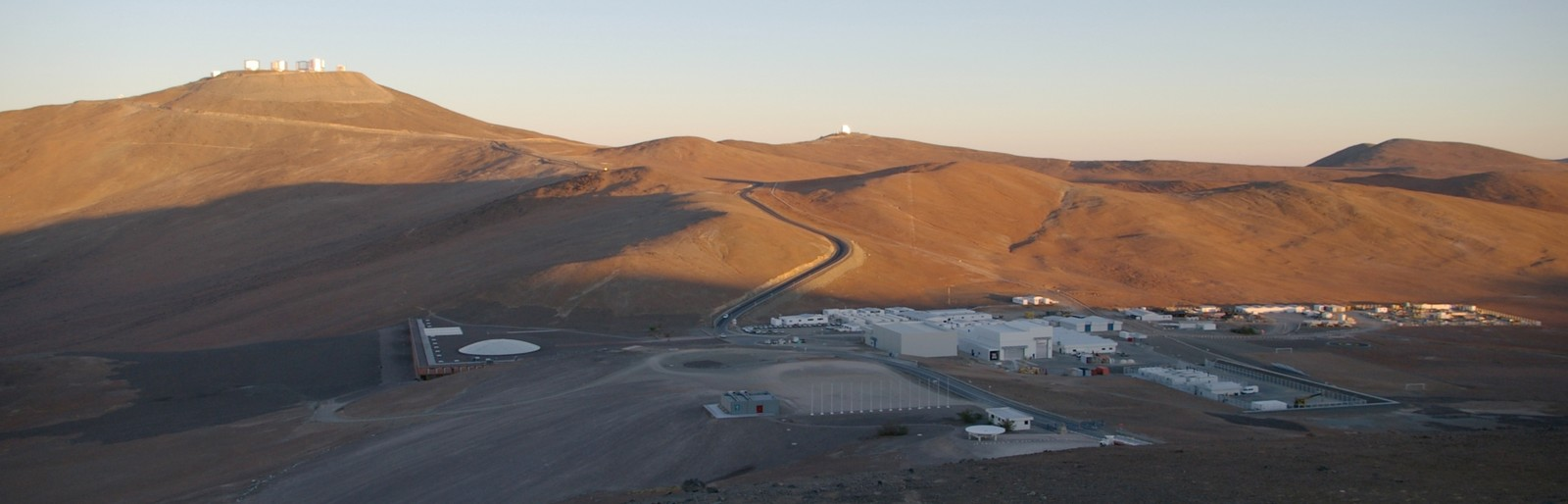
L'Observatoire du Cerro Paranal. En haut et à gauche le Cerro Paranal avec le VLT, au milieu le télescope Survey Vista et en bas à droite la Résidence
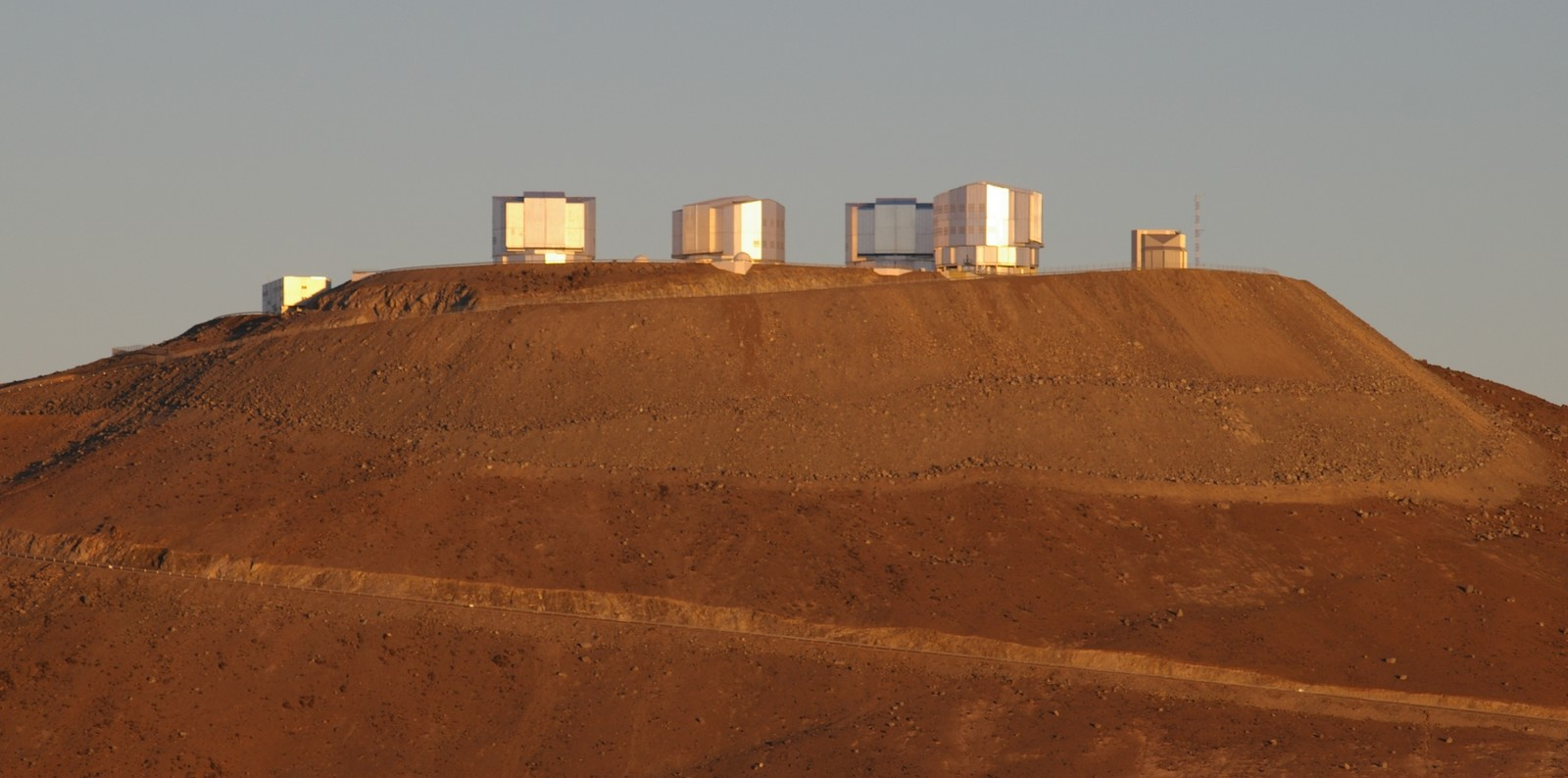
Vue du sommet du Cerro Paranal avec les quatre coupoles
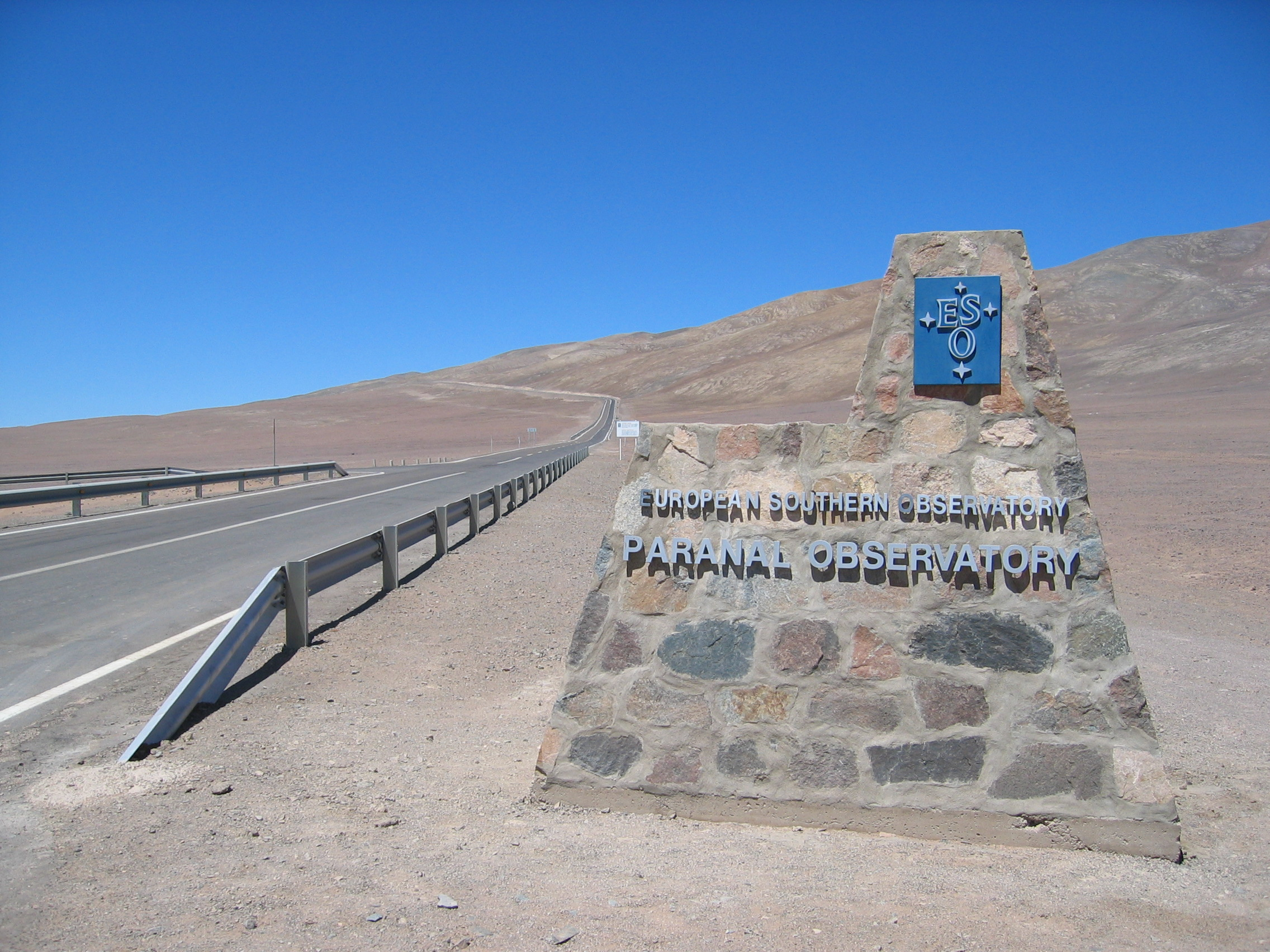
Stèle montrant l'arrivée sur le site de l'observatoire Paranal
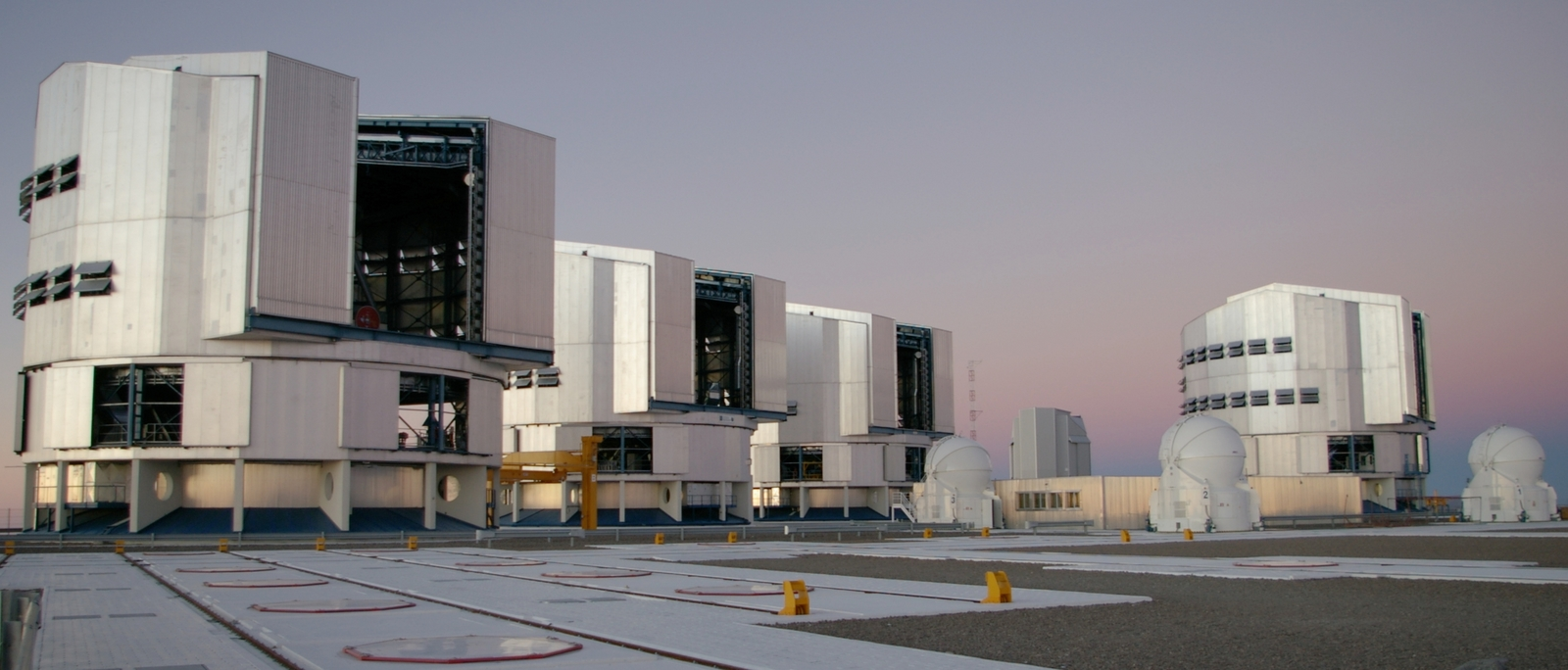
Autre vue des quatre télescopes de l'observatoire Paranal
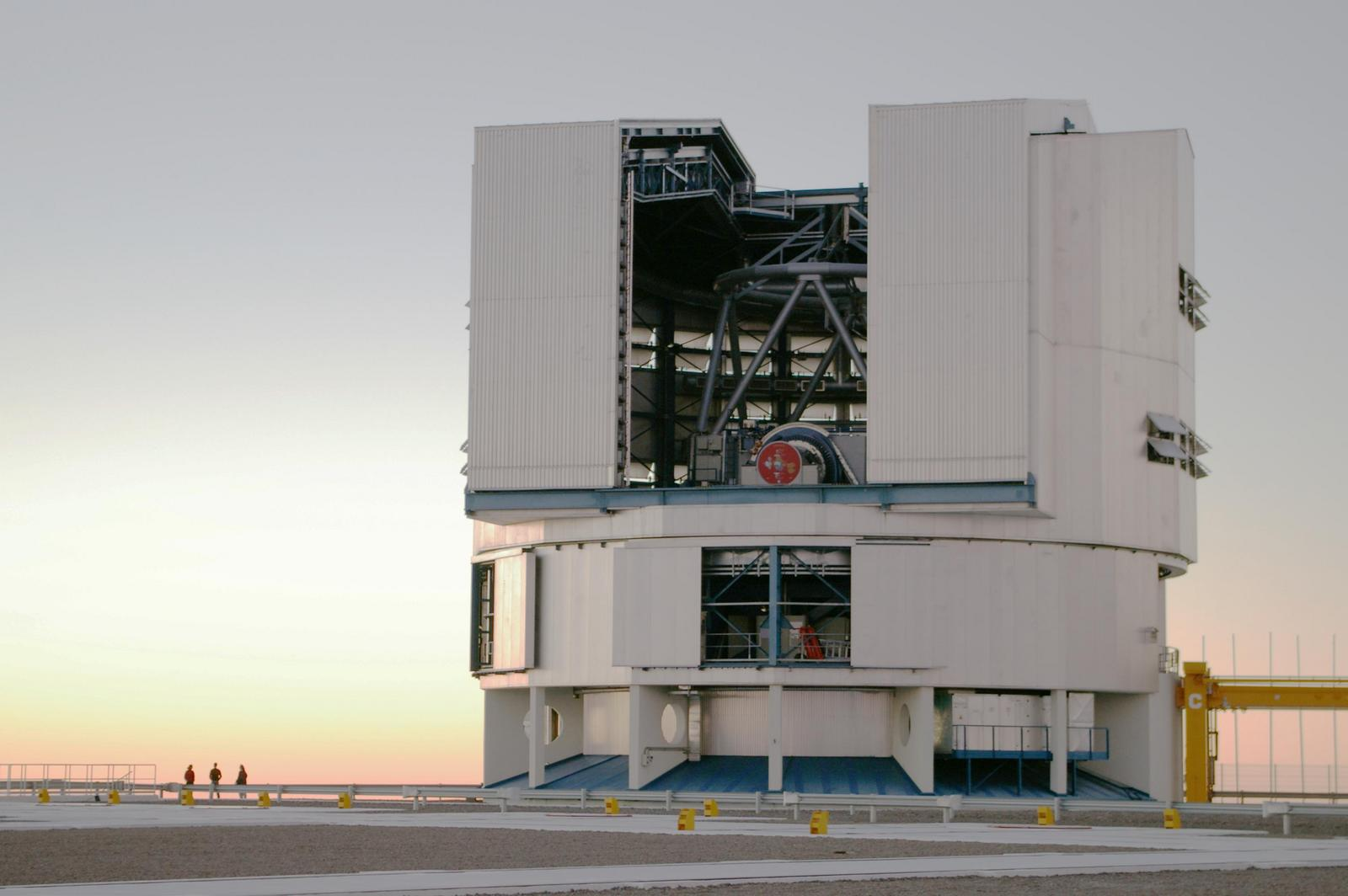
Vue de la coupole du télescope unitaire UT1 Antu
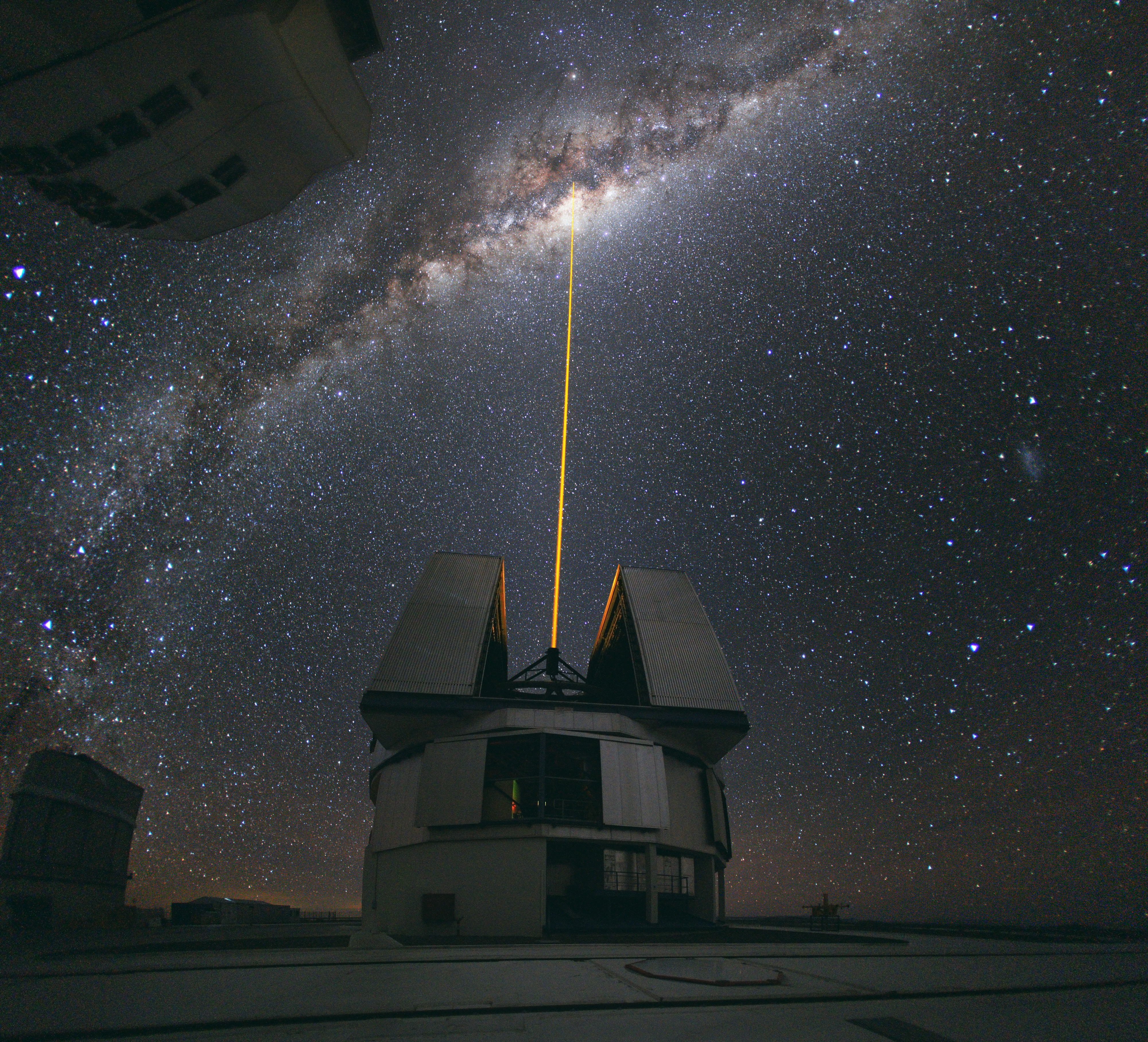
Observation de la Voie lactée au télescope unitaire UT4 Yepun
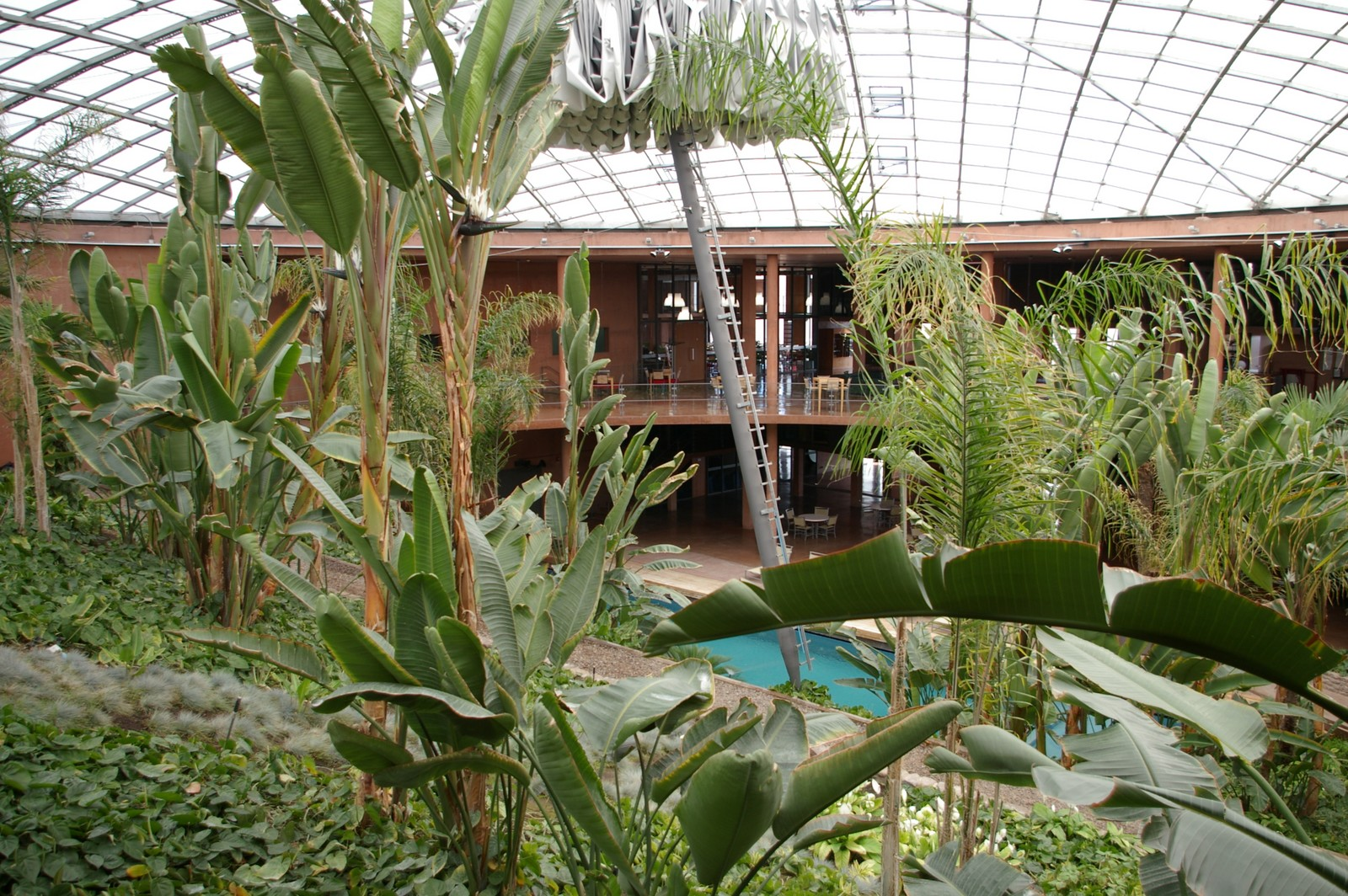
Le Jardin de la Résidence (Hotel de l'ESO)
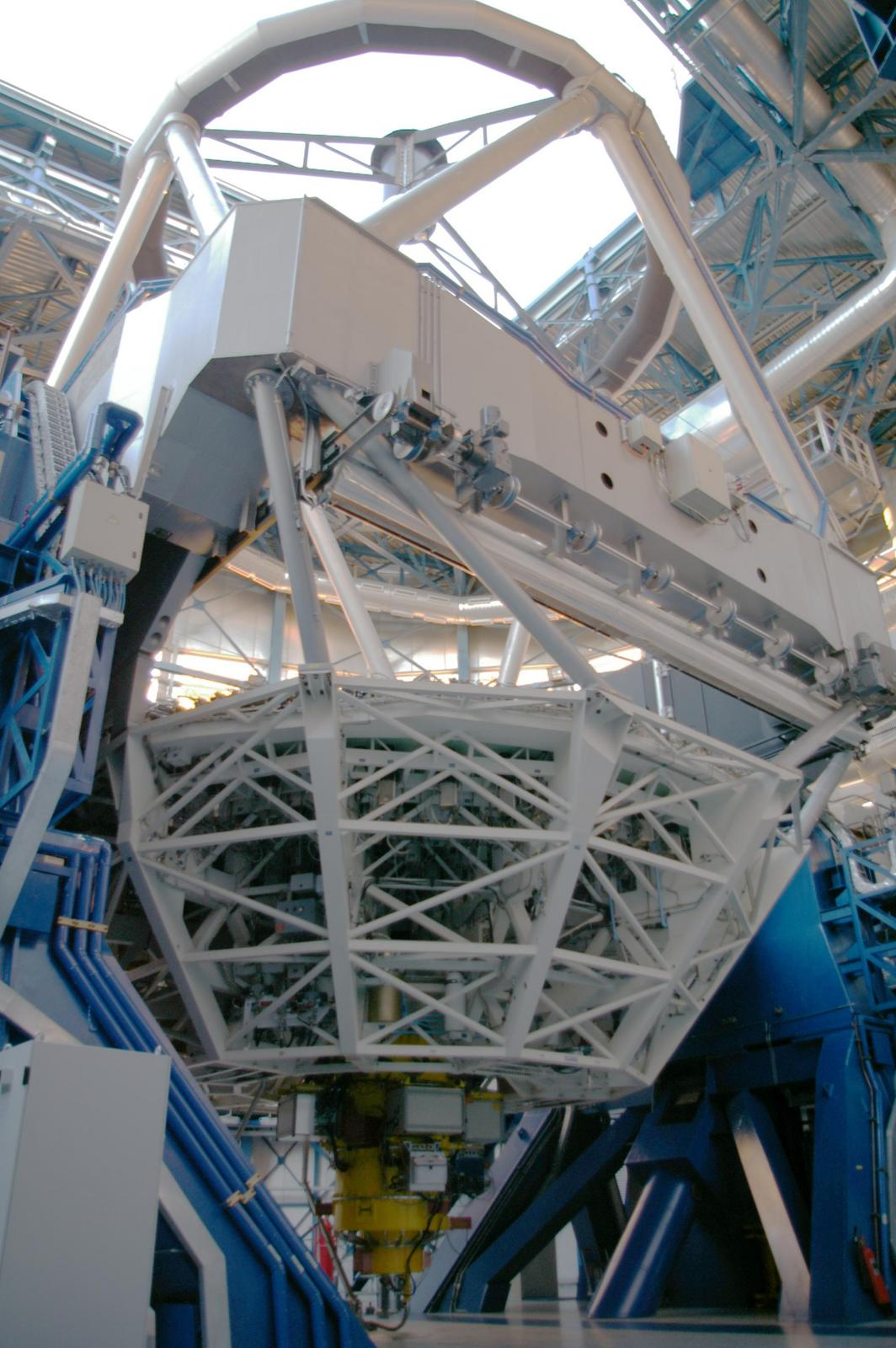
Vue du télescope unitaire UT2 Kueyen
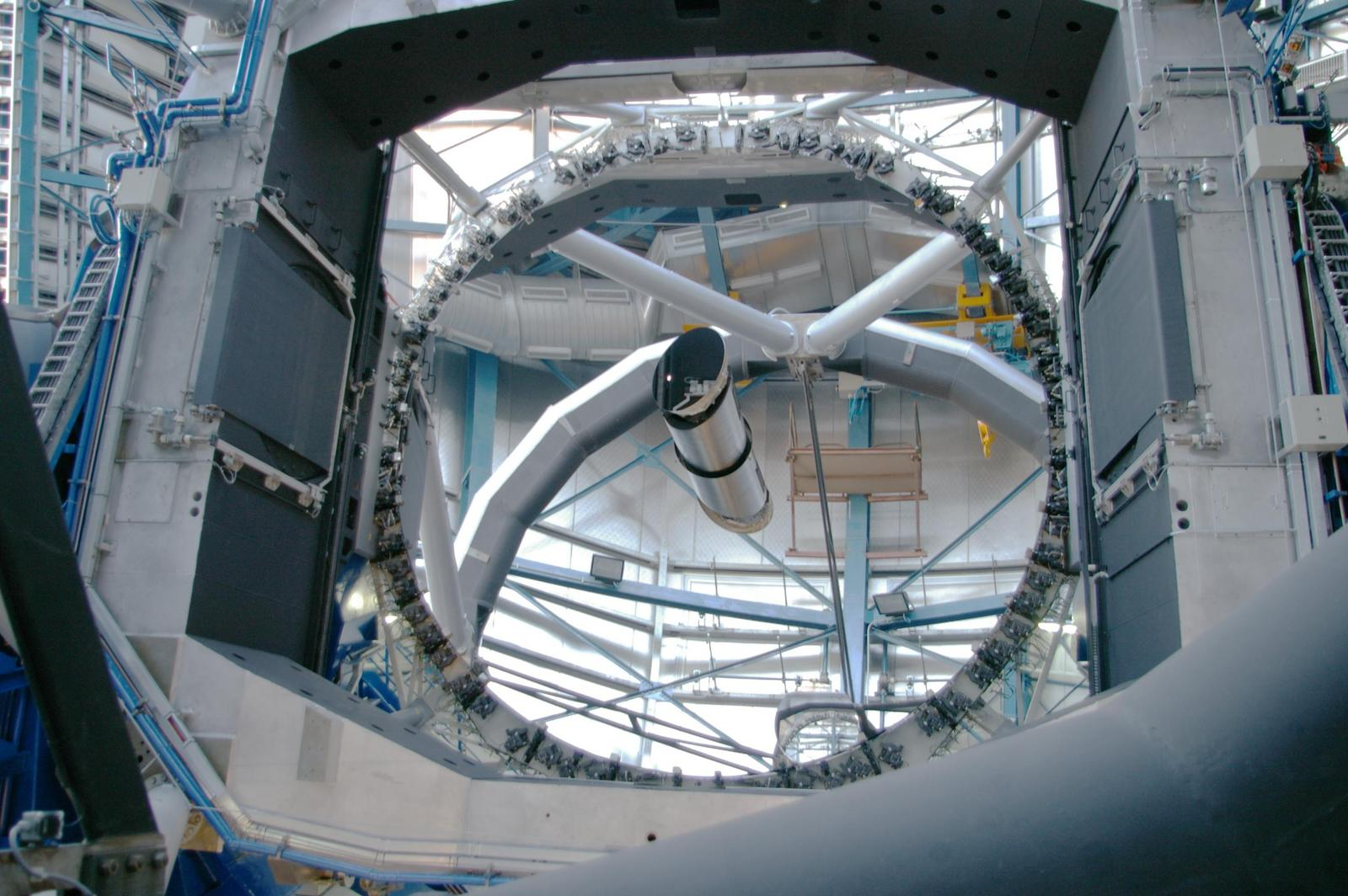
Vue de l'un des quatre grands miroirs principaux de 8,2 m de diamètre
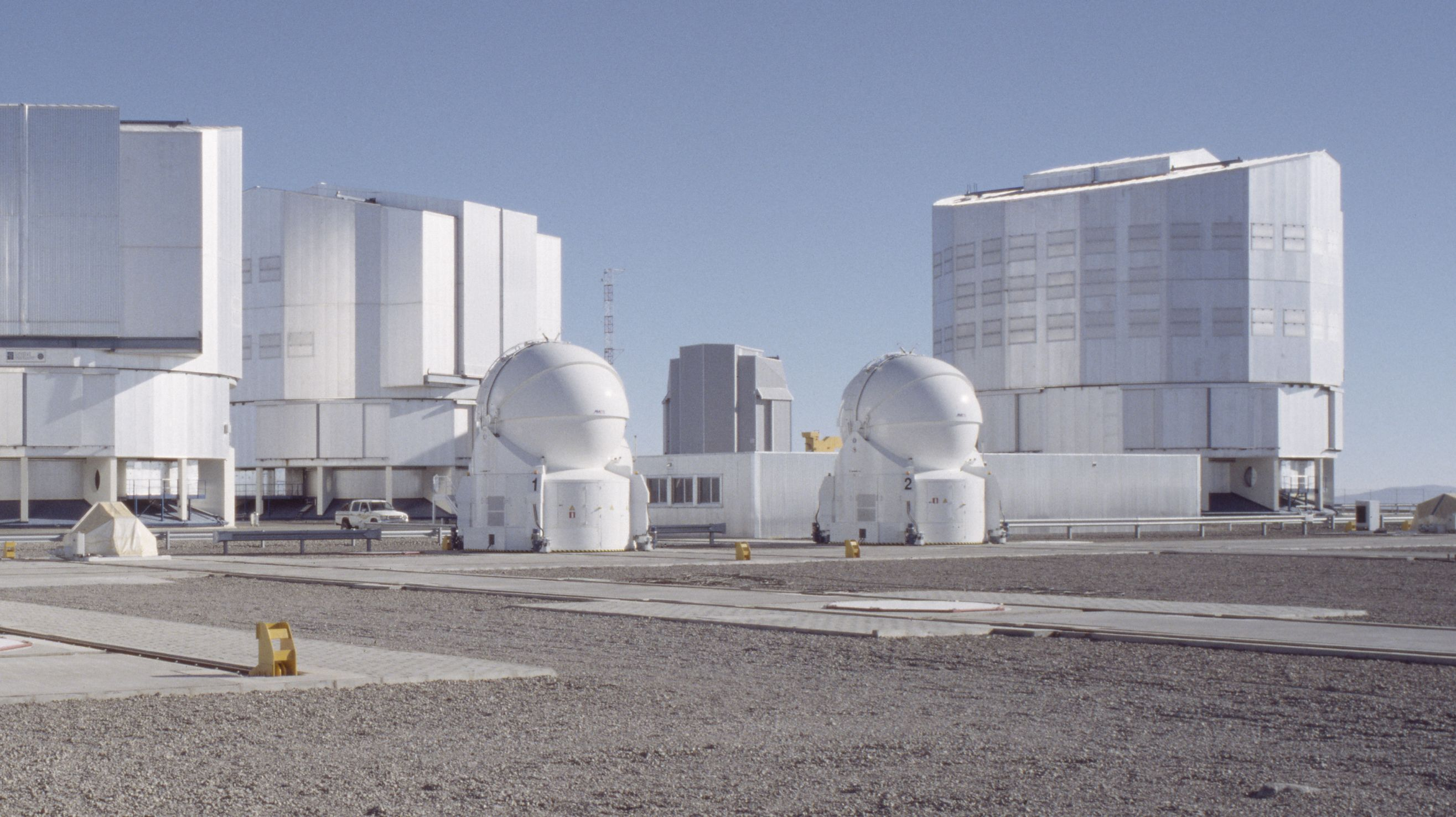
Vue du dôme du VLT Survey Telescope au fond et au milieu du VLT